# The Fighters 2: The Beatdown
The Fighters 2: The Beatdown (Originaltitel: Never Back Down 2: The Beatdown) ist ein US-amerikanischer Martial-Arts-Film aus dem Jahr 2011. Es ist die Fortsetzung des 2008 erschienenen Films The Fighters. Regie führte Michael Jai White, der damit gleichzeitig sein Regiedebüt gab. Das Drehbuch schrieb wie schon beim Vorgänger Chris Hauty.
Seine Premiere feierte der Film am 8. April 2011 beim ActionFest Film Festival in Asheville. In Deutschland erschien der Film direkt auf DVD. 2016 folgte The Fighters 3: No Surrender (Never Back Down: No Surrender).

## Handlung
Der Film beginnt in einer Umkleidekabine einer Sporthalle, dort kommt es zu einer verbalen Auseinandersetzung zwischen einem Kämpfer und drei anderen. Deren Geschichte wird nun im Rest des Films erzählt. Alle folgenden Ereignisse sind Rückblicke und finden somit vor dieser Szene statt.
Der junge Boxer Zack Gomes hat nach einem verlorenen Kampf mit einer Netzhautablösung an einem Auge zu kämpfen und sein Arzt rät ihm von weiteren Kämpfen ab, um nicht eine lebenslange Blindheit zu riskieren. Der talentierte MMA-Kämpfer Tim Newhouse versucht seiner Familie, die in finanziellen Nöten steckt, zu helfen. Mike Stokes, ein Ringer, besucht indessen ein neues College und sieht sich dabei unter anderem mit dem Problem konfrontiert, dass sein Vater seine Mutter wegen eines anderen Mannes verlassen hat. Der im Comicladen angestellte Justin Epstein ist nach der Arbeit auf dem Weg nach Hause, als er von drei Schlägern attackiert wird. Er kann ihnen jedoch entkommen und flüchtet sich zum gerade trainierenden Tim und dessen Trainer Case Walker.
Mike wird nach einer Schlägerei, die durch Beleidigungen gegen seinen Vater hervorgerufen wurde, aus dem Ringer-Team geworfen und geht daraufhin zu Max Cooperman, der ihn vorher wegen des Kampfevents Beatdown kontaktiert hat, im Entschluss, an ebendiesem Turnier teilzunehmen. Dort trifft er auf Zack, der ebenfalls vom Beatdown erfahren hat und nach seiner offiziell beendeten Boxerkarriere sein Glück im Underground-MMA-Gewerbe versuchen will. Zwischen den beiden entwickelt sich sofort eine Rivalität. Nachdem sie Max in einem kurzen Kampf ihre Fähigkeiten gezeigt haben, empfiehlt er ihnen, sich von Case Walker trainieren zu lassen. Dieser besitzt Auszeichnungen in mehreren Kampfsportarten und war, bevor er seine Karriere abbrach, ein erfolgreicher MMA-Kämpfer. Zack und Mike finden Case auf seinem Trainingsgelände, wo er gerade Tim und Justin trainiert. Zunächst reagiert Case abweisend auf die Bitte sie zu trainieren, entschließt sich dann aber, es gegen eine gute Bezahlung trotzdem zu tun. Nach ein paar Wochen gemeinsamen Trainings gerät die Gruppe in einen Streit über die jeweiligen Gründe zu kämpfen, welcher in einer Schlägerei zwischen Zack und Justin endet. Zwischen all den Querelen entschließt sich nun auch Justin als Dritter der Gruppe am Beatdown teilzunehmen. Währenddessen versucht Max Case zu einem Comeback zu bewegen, das er über seine Kontakte organisieren könnte, aber Case lehnt ab.
Case wird durch Drohungen von zwei Polizisten dazu bewegt sein Gelände mit seinem Wohnwagen zu verlassen. Seine vier Schüler organisieren deswegen zusammen mit Max eine Sporthalle und entsprechende Trainingsgeräte, um für Case einen Ort zum Trainieren und gleichzeitig die Austragungsstätte des Beatdowns zu schaffen. Mike sieht sich immer öfter Behauptungen gegenübergestellt, dass er schwul sei, die auf der Homosexualität seines Vaters gründen. Entgegen allen Gerüchten ist er an Zacks Freundin Eve interessiert. Tim findet Arbeit als Security-Angestellter bei einem Nachtclub. Zack will allerdings seine Teilnahme beim Beatdown absagen und trennt sich dann auch noch von Eve, die nun mit Mike zusammenkommt. Als Max davon erfährt, dass Zack nicht mehr teilnehmen will, besucht er Case, um ihn zu überreden Zacks Platz einzunehmen, damit sein K.-o.-System aufgeht. Bei seinem Besuch erfährt er, was Case zum Karriereende gezwungen hat: Er kam damals ins Gefängnis, weil er bei einer Auseinandersetzung eine andere Person zu Tode geprügelt hatte. Justin, der von Case aus dem Team geworfen wurde, weil er wiederholt durch Gewalttätigkeiten aufgefallen ist, erstellt Anzeige gegen Case, woraufhin die Polizei seinen Wohnwagen durchsucht und dabei eine Pistole findet. Die Pistole wurde aber vorher von Justin dort deponiert. Die Polizisten wollen Case mit Schlagstöcken verprügeln, doch dieser schlägt sie trotz angelegter Handschellen nieder und flieht mit Max. Aufgrund dieses Vorfalls entschließen sich Tim und Zack doch am Beatdown teilzunehmen, um Justin dort zu besiegen und ihren Trainer zu rächen, und so tritt nun die gesamte Gruppe an.
Beim Beatdown überstehen alle vier Kämpfer unbeschadet das Achtelfinale, dort setzen nun die Ereignisse vom Anfang wieder ein. Auch im Viertelfinale können Mike, Zack, Tim und Justin gewinnen, sodass im Halbfinale Mike auf Zack und Tim auf Justin trifft. Den ersten der beiden Kämpfe kann Mike für sich entscheiden, doch währenddessen schlägt Justin Tim auf der Toilette brutal zusammen, infolgedessen muss Tim aufgrund seiner Verletzungen das Halbfinale absagen; somit stehen sich nun Mike und Justin im Finale gegenüber. In einem heftigen Kampf bricht Mike Justin schließlich in einer Submission die Schulter und gewinnt damit den Beatdown. Nach seinem Sieg entschließt er sich dazu, seinen Vater anzurufen, um ihn zum Essen einzuladen, damit sie reden können. Case erhält einen Anruf von dem in der Szene bekannten Manager „Big“ John McCarthy und will sein Comeback als MMA-Kämpfer versuchen.

## Verbindungen zum ersten Teil
Der Film setzt die Geschehnisse vom The Fighters nicht fort, sondern baut einen neuen Handlungsstrang auf.
- Max Cooperman ist die einzige Person, die in beiden Teilen auftritt: Im ersten als bester Freund von Jake Tyler und jetzt als Veranstalter des Beatdowns. Seine Angewohnheit, seine Kamera überallhin mitzunehmen und zufällige Kämpfe zu filmen, bleibt dabei erhalten.
- Als Max Mike die Internetseite des Beatdowns zeigt, läuft dort ein Video eines Kampfes zwischen Jake Tyler und Ryan McCarthy, der im ersten Teil stattfand.
- Nachdem die vier jungen Kämpfer zusammen mit Max die neue Trainingshalle eingerichtet haben, zeigt Max ihnen eine alte Kick-Übung, die er bei seinem ehemaligen Trainer gelernt hat. Damit spielt er auf die zentrale Übung des ersten Teils an, die der Trainer Jean Roqua damals Jake und ihm gezeigt hat.

## Produktion
Die Dreharbeiten starteten im September 2010 und endeten im November in der Stadt Baton Rouge. Bei einem Budget von 3 Millionen US-Dollar wurde der Film innerhalb von vier Wochen gedreht. Die Choreografien der Kämpfe wurden von Larnell Stovall entwickelt.

## Soundtrack
1. Rular Rah – „It’s Supposed To Happen“
2. Rular Rah – „The Freshest“
3. Joe Jackson feat. Skratch Music – „Super Star“
4. Stephen R. Phillips & Tim P. – „Lick My Plate“
5. Tucker Jameson & The Hot Mugs – „Train Tracks“
6. Rick Balentine – „1st Attack of the Marms“
7. Willknots – „Perfect Day“
8. Startisan – „Just“
9. For The Taking – „Time is Running Out“
10. Justyna Kelley – „Fall Into You“
11. Stereo Black – „Inside“
12. Metaphor the Great & Jonathan Jackson – „Doo Doo Butt“
13. Kritical – „Are You Ready For This“
14. Pre-Fight Hype – „It’s Goin Down“
15. Robert Fortune – „Cadillac“
16. The Resistors – „UTA“
17. For The Taking – „Takedown“
18. Rular Rah – „Only If You Knew“
19. Compella and The Twister – „Are You Ready“
20. Cody B. Ware – „#33 Forever“
21. Tucker Jameson & The Hot Mugs – „Last Train Home“
22. Compella and The Twister – „Dropped“